# Улица Ивана Рашевского
Улица Ивана Рашевского (укр. Вулиця Івана Рашевського) — улица в Новозаводском районе города Чернигова. Пролегает от улицы Общественная до улицы Казацкая.
Нет примыкающих улиц.

## История
Улица начала застраиваться в 1950-е годы поблизости к заводу «Октябрьский молот».
Называлась улица Павлика Морозова — в честь пионера-героя Павла Трофимовича Морозова.
В 2008 году Комиссия по упорядочиванию наименований улиц Чернигова, предлагала переименовать улицу Павлика Морозова на улицу Вячеслава Черновола, но решение не было поддержано исполкомом. 
12 февраля 2016 года улица получила современное название — в честь художника и скульптора Ивана Григорьевича Рашевского, согласно Распоряжению городского главы В. А. Атрошенко Черниговского городского совета № 46-р «Про переименование улиц и переулков города» («Про перейменування вулиць та провулків міста»)

## Застройка
Парная и непарная стороны улицы заняты усадебной застройкой. Частично малоэтажной жилой застройкой (4 2-этажных дома — № 2, 6, 8, 10).
Учреждения: нет. 